# 市原則之

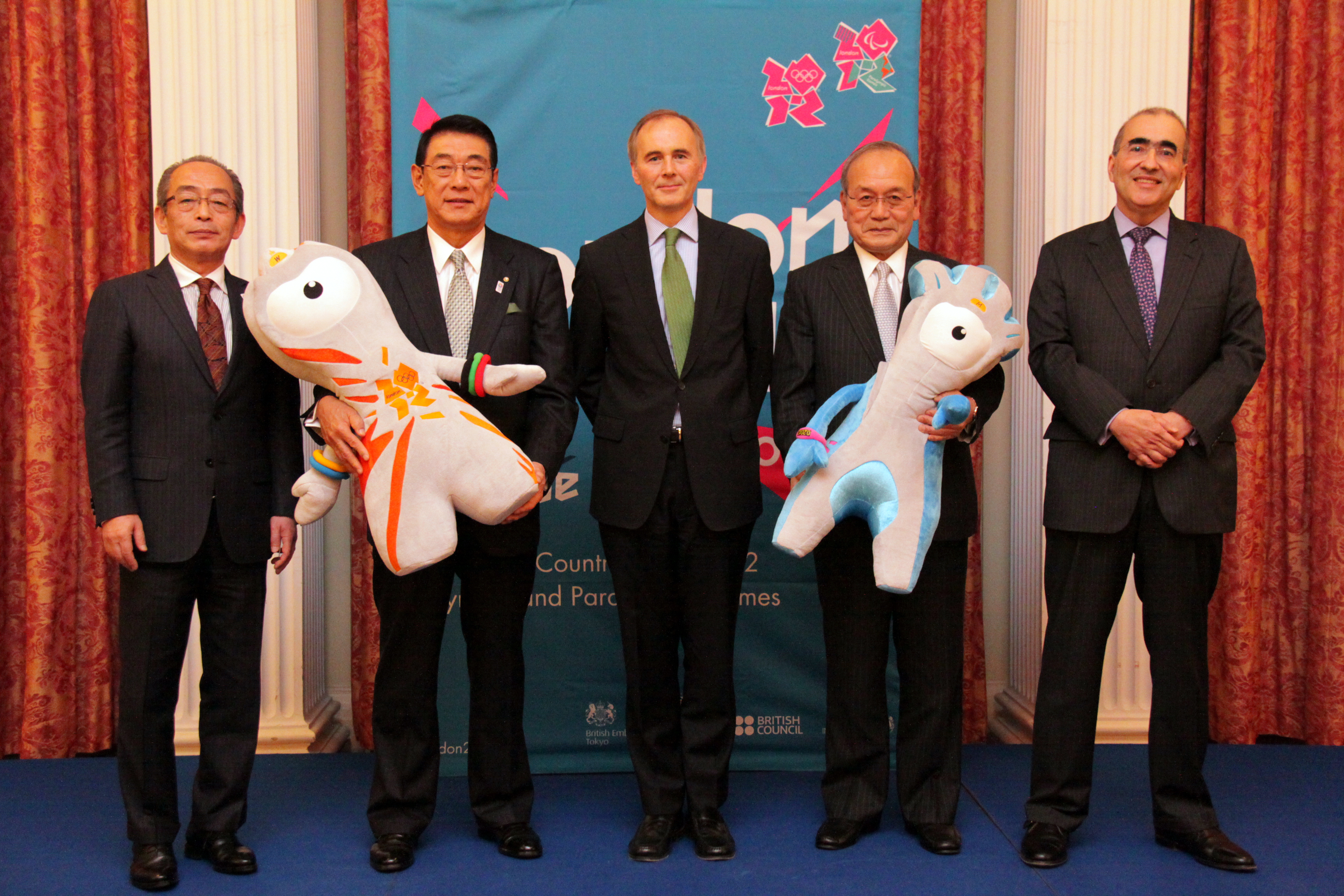
左から、秋山俊行東京都副知事、市原、ティモシー・ヒッチンズ駐日英国大使、鳥原光憲、マルコス・ガウヴォン駐日ブラジル大使。市原と鳥原が抱えているのはそれぞれ、ウェンロックとマンデヴィル。2012年12月、駐日英国大使公邸にて。

市原 則之（いちはら のりゆき、1941年10月30日 - ）は、広島県東広島市出身の元ハンドボール選手、元日本男子代表選手、代表監督。現日本ハンドボール協会副会長、日本ハンドボールリーグ機構会長。日本トップリーグ連携機構専務理事。日本オリンピック委員会(JOC)専務理事。2016年に広島山陽高等学校の理事長に就任。

## 経歴
広島山陽高校では暴れん坊の格闘技好きで退学寸前となるが、2年の時、生活指導の先生に勧められたハンドボールを始める。広島商科大学（現・広島修道大学）商学部商業学科卒業後、大崎電気ハンドボールクラブで活躍。一旦現役選手を引退し帰郷。瀬戸内高校教諭を3年半務めた後1969年、職を辞し湧永製薬ハンドボールクラブの創部に参画した。選手復帰しパワフルなプレーの主力選手として、ハンドボールの四大タイトル（実業団選手権・国民体育大会(国体)・全日本総合・日本リーグ）優勝5回に貢献。チームが大阪から創業者・湧永満之の郷里、広島県高田郡甲田町に移った1976年からは監督として、1980年からは部長として計20回の優勝をもたらした（1983年・四冠＆シーズン不敗、1990年・四冠）。
また日本代表選手として1962年の第1回世界選手権出場などで活躍した日本のトッププレーヤーでもあり1983年には、全日本(日本代表)監督に就任。選手の自主性を育てる指導法で酒や門限も解禁し、韓国に勝って突破したロサンゼルスオリンピックアジア予選は今も語り草となっている。ロサンゼルスオリンピックのあった1984年5月、全日本を率いて当時の世界王者・ユーゴスラビア代表と代々木第一体育館で戦った試合は、二日続けて超満員の観客1万人を集めたことで知られる。1985年から全日本実業団ハンドボール連盟理事長。その後も日本ハンドボール協会専務理事を経て2007年現在、同協会副会長（日本ハンドボールリーグ機構会長）を務め、実務のトップとして運営にあたる。日本オリンピック委員会(JOC)では1996年アトランタ、2000年シドニー、2004年アテネオリンピック大会(アテネ対策特別委員会委員長)と連続して本部役員を務める他、JOC常務理事兼選手強化副本部長・JOCゴールドプラン委員長を務める。また2005年には日本トップリーグ連携機構(会長森喜朗)の設立に尽力し専務理事に就任、各リーグの連携を通じて、国際競技力向上の実務を担当する日本スポーツ界のリーダーの1人である。2009年4月、日本オリンピック委員会(JOC)の専務理事に就任。ハンドボール関係者がJOCの実務のトップ・専務理事に選任されるのは初めて。
2006年アジア競技大会（カタール・ドーハ）日本選手団総監督。2008年北京五輪日本選手団副団長。2010年アジア競技大会（中国・広州)日本選手団団長。
「中東の笛」と呼ばれる疑惑の判定に韓国と共同戦線を張って抗議し、スポーツでは聖域とされる審判問題に踏み込んだ。日本ハンドボール協会副会長として国際ハンドボール連盟（IHF）ハッサン=ムスタファ会長にも直談判し、舞台裏で東京開催の実現に駆け回った。
2007年暮れからの“ハンドボールバブル“では、一躍脚光を浴びメディアに引っ張りだこであった。
2020年、旭日小綬章受章。
その他、湧永OBの田場裕也が故郷・沖縄で立ち上げたハンドボールチーム・琉球コラソンの特別顧問を務める他、JOC加盟団体審議委員会委員長として、2007年から役員人事での覇権争いで混乱が続く日本バスケットボール協会騒動の事態収拾にもあたった。

## 注
1. ↑  『読売年鑑 2016年版』（読売新聞東京本社、2016年）p.566
2. ↑  中国新聞 2008年1月27日号 p16
3. ↑  『官報』号外第230号、令和2年11月4日
4. ↑  “令和2年秋の叙勲 旭日小綬章等受章者 東京都” (PDF).  内閣府. p. 1 (2020年11月3日). 2023年5月28日閲覧。